# Liste der Adaptionen der Werke von Agatha Christie
Diese Liste enthält die Hörspiele, Verfilmungen und Computerspiele auf der Basis der Werke der britischen Autorin Agatha Christie. Für Romane, Sammlungen von Kurzgeschichten und Bühnenstücke der Autorin siehe Liste der Werke von Agatha Christie.

## Hörspiele

### Englischsprachige Hörspiele
| Jahr | Titel                                            | Sprecher |
| ---- | ------------------------------------------------ | --- |
| 1937 | The Yellow Iris                                  | Anthony Holles als Hercule Poirot; Sydney Keith als Barton Russell; Evelyn Neilson als Pauline Weatherby; Dino Galvani als Luigi, Maitre d'Hotel; Frank Drew als Anthony Chappell; Martita Hunt als Senora Lola Valdez; Peter Scott als Stephen Carter; Audrey Cameron als Gaderobier; Bernard Jukes als Kellner                      |
| 1947 | Three Blind Mice                                 | Barry Morse als Giles Davis; Belle Chrystall als Molly Davis; Gladys Young als Mrs Boyle; Richard Williams als Major Metcalf; Raf De La Torre als Mr Paravicini; Allan McClelland als Christopher Wren; Lewis Stringer als Detective-Sergeant Trotter; Lydia Sherwood als Mrs Lyon; Marjorie Westbury; David Kossoff; Duncan McIntyre |
| 1948 | Butter in a Lordly Dish (deutsch: Legale Tricks) | Richard Williams als Sir Luke Enderby; Lydia Sherwood als Lady Enderby; Rita Vale als Julia Keene; Thea Wells als Susan Warren; Dora Gregory als Mrs Petter; Jill Nyasa als Florrie; Janet Morrison als Hayward; David Kossoff als Porter                                                                                             |
| 1953 | Partners in Crime                                | |
| 1960 | Personal Call (deutsch: Die Stimme aus dem Grab) | Ivan Brandt als James Brent; Beatrice Bevan als Fay; Barbara Lott als Pamela Brent; George Hagan als Inspector Narracott; James Thomason als Mr. Enderby; William Eedle als Man/Porter; Charles Simon als 2nd Porter/Station Announcer; Michael Turner als Evan/Man; Eva Stuart als Mary/Woman; Penelope Lee als Operator/Woman       |

### Deutschsprachige Hörspiele
| Jahr | produz. Radiosender | Titel                            | Regisseur         | Sprecher |
| ---- | ------------------- | -------------------------------- | ----------------- | --- |
| 1956 | NDR                 | Mord an Roger Ackroyd oder Alibi | Wolfgang Schwade  | Charles Regnier als Dr. Sheppard, Joseph Offenbach als Poirot, Hans Paetsch als Roger Ackroyd |
| 1957 | WDR                 | Die Tote in der Bibliothek       | Friedhelm Ortmann | Ida Ehre als Miss Marple, Hermann Schomberg als Colonel Melchett, Gerda Maurus als Dolly Bantry |
| 1958 | SR DRS              | Fuchsjagd                        | Felix Klee        | Fritz Haneke als Jack Ralston, Eva Maria Duhan als Mollie, Klaus Höring als Christopher Wren, Ebba Johannsen als Mrs. Boyle, Arnold Putz als Captain Metcalf, Eileen Leibbrand als Miss Leslie Casewell, Marc Doswald als Mr Arturo Paravicini |
| 1958 | BR                  | Fuchsjagd                        | Willy Purucker    | Kurt E. Ludwig als Sprecher, Lina Carstens als Mrs. Boyle |
| 1961 | SDR                 | Die Stimme aus dem Grab          | Paul Land         | Julia Costa als Pamela, Ernst Fritz Fürbringer als James, Edith Heerdegen als Fay |
| 1961 | NDR                 | Die Stimme aus dem Grab          | S. O. Wagner      | Verena Wiet als Pamela, Franz Schafheitlin als James, Gerda Schöneich als Fay |
| 1970 | BR                  | Mord im Pfarrhaus                | Otto Kurth        | Hans Quest als Pfarrer, Ingrid Capelle als Griselda, Elmar Wepper als Dennis |
| 1977 | DDR                 | Im letzten Augenblick            | Klaus Zippel      | Ingrid Weingarten als Alex, Alfred Struwe als Jareld |
| 1983 | SR DRS              | Schreckmümpfeli: Der Unfall      | Rainer zur Linde  | Günther Grube als Evans, Alf Breithen als Haydock |
| 2014 | DHV Der HörVerlag   | Hercule Poirot ermittelt         |                   | Rainer Bock; Klaus Dittmann; Oliver Kalkofe |
| 2018 | DHV Der HörVerlag   | Die große Miss-Marple-Edition    |                   | Ursula Illert |
| 2019 | DHV Der HörVerlag   | Die große Hercule-Poirot-Edition |                   | Martin Maria Schwarz |
| 2020 | DHV Der HörVerlag   | Mord auf dem Golfplatz           |                   | Martin Maria Schwarz |
| 2020 | WDR                 | Legale Tricks                    | Dieter Carls      | Gabrielle Odinis, Doris Plenert, Angelika Bartsch, Claus-Dieter Clausnitzer u. v. a. |
| 2020 | SRF                 | Fuchsjagd                        |                   | Eva Maria Duhan, Fritz Haneke, Klaus Höring |

## Kinofilme
| Jahr | Titel | Darsteller |
| ---- | --- | --- |
| 1928 | Die Abenteuer G.m.b.H. (nach der Vorlage Ein gefährlicher Gegner)                                                             | Carlo Aldini als Tommy und Eve Gray als Tuppence Beresford |
| 1931 | Alibi | Austin Trevor als Hercule Poirot, J. H. Roberts als Dr. Sheppard, Franklyn Dyall als Sir Roger Ackroyd |
| 1931 | Black Coffee | Austin Trevor als Hercule Poirot, Richard Cooper als Arthur Hastings, Adrienne Allen als Lucy Amory |
| 1934 | Lord Edgware Dies | Austin Trevor als Hercule Poirot, Richard Cooper als Hastings, Jane Carr als Lady Edware |
| 1945 | Das letzte Wochenende (nach der Vorlage Ten Little Niggers [1.])                                                              | Barry Fitzgerald als Quincannon, Walter Huston als Dr. Armstrong und Louis Hayward als Philip Lombard |
| 1957 | Zeugin der Anklage (Witness For the Prosecution)                                                                              | Marlene Dietrich als Christine Vole, Charles Laughton als Sir Robarts, Tyrone Power als Leonard Vole |
| 1960 | Das Spinngewebe (Spider’s Web)                                                                                                | Glynis Johns als Clarissa Hailsham-Brown, John Justin als Henry Hailsham-Brown und Jack Hulbert als Sir Rowland Delahaye |
| 1961 | 16 Uhr 50 ab Paddington (Murder She Said) (nach der Vorlage 4.50 from Paddington)                                             | Margaret Rutherford als Miss Marple, Arthur Kennedy als Dr. Quimper, James Robertson Justice als Mr. Ackenthorpe |
| 1963 | Der Wachsblumenstrauß (Murder At the Gallop) (nach der Vorlage After the Funeral; ohne Hercule Poirot, aber mit Miss Marple)  | Margaret Rutherford als Miss Marple, Robert Morley als Hector Enderby, Lady Flora Robson als Miss Gilchrist |
| 1964 | Vier Frauen und ein Mord (Murder Most Foul) (nach der Vorlage Mrs. McGinty’s Dead; ohne Hercule Poirot, aber mit Miss Marple) | Margaret Rutherford als Miss Marple, Ron Moody als Driffold Cosgood, Megs Jenkins als Mrs. Thomas |
| 1965 | Ten Little Indians (1.) (dt.: Geheimnis im blauen Schloß) (nach der Vorlage Ten Little Niggers [2.])                          | Marianne Hoppe als Elsa Grohmann, Mario Adorf als Joseph Grohmann und Dennis Price als Dr. Edward Armstrong |
| 1966 | Die Morde des Herrn ABC (The Alphabet Murders)                                                                                | Tony Randall als Hercule Poirot, Robert Morley als Hastings, Maurice Denham als James Japp |
| 1972 | Endless Night (dt.: Mord nach Mass)                                                                                           | Hayley Mills als Ellie, Britt Ekland als Greta, George Sanders als Andrew Lippincott |
| 1974 | Mord im Orient-Expreß (1.) (Murder On the Orient Express)                                                                     | Albert Finney als Hercule Poirot, Ingrid Bergman als Greta, Sean Connery als Colonel Arbuthnot, Lauren Bacall als Mrs. Hubbard, Martin Balsam als Bianchi, Jacqueline Bisset als Gräfin Andrenyi, Sir John Gielgud als Beddoes, Anthony Perkins als Hector McQueen, Michael York als Graf Andrenyi |
| 1974 | Ten Little Indians (2.) (dt.: Ein Unbekannter rechnet ab) (nach der Vorlage Ten Little Niggers [3.])                          | Sir Richard Attenborough als Judge Arthur Cannon, Oliver Reed als Hugh Lombard, Elke Sommer als Vera Clyde, Herbert Lom als Dr. Armstrong |
| 1978 | Tod auf dem Nil (Death On the Nile)                                                                                           | Peter Ustinov als Hercule Poirot, David Niven als Colonel Race, Bette Davis als Mrs. Van Schuyler, Maggie Smith als Miss Bowers, Mia Farrow als Jacqueline de Bellefort, Jane Birkin als Louise Bourget, Angela Lansbury als Salome Otterbourne                                                    |
| 1980 | Mord im Spiegel (The Mirror Crack'd)                                                                                          | Angela Lansbury als Miss Marple, Elizabeth Taylor als Marina Gregg, Edward Fox als Inspektor Craddock, Geraldine Chaplin als Ella Zielinsky |
| 1981 | Das Böse unter der Sonne (Evil Under the Sun)                                                                                 | Peter Ustinov als Hercule Poirot, James Mason als Odell Gardener, Maggie Smith als Daphne Castle, Jane Birkin als Christine Redfern, Colin Blakely als Sir Horace Blatt, Diana Rigg als Arlena |
| 1984 | Ordeal by Innocence | Donald Sutherland als Dr. Arthur Calgary, Sarah Miles als Mary Durrant, Christopher Plummer als Leo Argyle |
| 1985 | Murder With Mirrors | Helen Hayes als Miss Marple, Bette Davis als Carrie Louise Serrocold, John Mills als Lewis Serrocold |
| 1987 | Desjat negritjat (1987, russ. Десять негритят) (nach der Vorlage Ten Little Niggers)                                          | Wladimir Seldin als Richter Wargrave, Alexander Kaidanowski als Philip Lombard, Tatjana Drubitsch als Vera Maythorne |
| 1988 | Rendezvous mit einer Leiche (Appointment With Death)                                                                          | Peter Ustinov als Hercule Poirot, Lauren Bacall als Lady Westholme, Carrie Fisher als Nadine Boynton, John Gielgud als Colonel Carbury |
| 1989 | Ten Little Indians (3.) (nach der Vorlage Ten Little Niggers [4.])                                                            | Donald Pleasence als Richter Wargrave, Frank Stallone als Captain Lombard, Sarah Maur Thorp als Vera Mayhorne |
| 2017 | Das krumme Haus (The Crooked House)                                                                                           | Max Irons als Charles Hayward |
| 2017 | Mord im Orient Express (2.) (Murder on the Orient Express)                                                                    | Kenneth Branagh als Hercule Poirot |
| 2022 | Tod auf dem Nil (3.) (Death on the Nile)                                                                                      | Kenneth Branagh als Hercule Poirot |
| 2023 | A Haunting in Venice (1.) (nach der Vorlage Die Schneewittchen-Party)                                                         | Kenneth Branagh als Hercule Poirot |

Der vierte Miss-Marple-Film mit Margaret Rutherford als Miss Marple Mörder ahoi!Murder ahoy! aus dem Jahre 1964 basiert nicht auf einer Vorlage von Agatha Christie.

## Fernsehfilme
| Jahr | Titel                                                                              | Darsteller |
| ---- | ---------------------------------------------------------------------------------- | --- |
| 1949 | Ten Little Niggers                                                                 | Bruce Belfrage als Sir Lawrence Wargrave, John Stuart als Dr. Edward Armstrong, John Bentley als Philip Lombard |
| 1956 | A Murder Is Announced (1.)                                                         | Gracie Fields als Miss Marple |
| 1970 | Mord im Pfarrhaus                                                                  | Inge Langen als Miss Marple |
| 1973 | Black Coffee                                                                       | Horst Bollmann als Hercule Poirot |
| 1981 | The Seven Dials Mystery                                                            | Sir John Gielgud als Alistair Brent |
| 1981 | Why didn’t They Ask Evans?                                                         | Francesca Annis als Lady Frances, James Warwick als Bobby Jones, Sir John Gielgud als Reverend Jones, Eric Porter als Dr. Nicholson |
| 1982 | Agatha Christie: Das Spinnennetz                                                   | Penelope Keith als Clarissa Hailsham-Brown, Robert Flemyng als Sir Rowland Delahaye, Thorley Walters als Hugo Birch |
| 1982 | Murder Is Easy (für das amerikanische Fernsehen)                                   | Bill Bixby als Luke Williams, Lesley-Anne Down als Bridget Conway, Helen Hayes als Miss Fullerton |
| 1983 | Sparkling Cyanide                                                                  | Anthony Andrews als Tony Browne, Deborah Raffin als Iris, Christine Belford als Rosemary Pamela Bellwood als Ruth |
| 1983 | A Caribbean Mystery (1.)                                                           | Helen Hayes als Miss Marple |
| 1983 | Spider’s Web                                                                       | Penelope Keith als Clarissa Hailsham-Brown, Robert Fleming als Sir Rowland Delahaye, Thorley Walters als Hugo Birch, David Yelland als Jeremy Warrender, Elizabeth Spriggs als Mildred Peake |
| 1983 | Ein gefährlicher Gegner (2. Teile)                                                 | Francesca Annis als Tuppence, James Warwick als Tommy Beresford |
| 1983 | Die rosarote Perle                                                                 | Francesca Annis als Tuppence, James Warwick als Tommy Beresford |
| 1983 | Schleichendes Gift                                                                 | Francesca Annis als Tuppence, James Warwick als Tommy Beresford |
| 1983 | Das Geheimnis von Sunningdale                                                      | Francesca Annis als Tuppence, James Warwick als Tommy Beresford |
| 1983 | Die Pfarrerstochter                                                                | Francesca Annis als Tuppence, James Warwick als Tommy Beresford |
| 1983 | Tod dem König                                                                      | Francesca Annis als Tuppence, James Warwick als Tommy Beresford |
| 1983 | Die Stiefel des Botschafters                                                       | Francesca Annis als Tuppence, James Warwick als Tommy Beresford |
| 1983 | Der Mann im Nebel                                                                  | Francesca Annis als Tuppence, James Warwick als Tommy Beresford |
| 1983 | Ein todsicheres Alibi                                                              | Francesca Annis als Tuppence, James Warwick als Tommy Beresford |
| 1984 | Die verschwundene Lady                                                             | Francesca Annis als Tuppence, James Warwick als Tommy Beresford |
| 1984 | Knisternde Blüten                                                                  | Francesca Annis als Tuppence, James Warwick als Tommy Beresford |
| 1985 | Thirteen at Dinner (deutsch neu: Mord à la Carte)                                  | Peter Ustinov als Hercule Poirot |
| 1985 | The Secret Adversary                                                               | Francesca Annis als Tuppence, James Warwick als Tommy Beresford |
| 1985 | The Body in the Library (1.)                                                       | Joan Hickson als Miss Marple |
| 1985 | The Moving Finger                                                                  | Joan Hickson als Miss Marple |
| 1986 | A Pocket Full of Rye                                                               | Joan Hickson als Miss Marple |
| 1986 | A Murder Is Announced (2.)                                                         | Joan Hickson als Miss Marple |
| 1986 | Dead Man’s Folly (deutsch neu: Mord mit verteilten Rollen)                         | Peter Ustinov als Hercule Poirot und Jean Stapleton als Ariadne Oliver |
| 1986 | Murder in Three Acts (deutsch neu: Tödliche Parties)                               | Peter Ustinov als Hercule Poirot |
| 1987 | At Bertram’s Hotel                                                                 | Joan Hickson als Miss Marple |
| 1987 | Sleeping Murder                                                                    | Joan Hickson als Miss Marple |
| 1987 | Nemesis                                                                            | Joan Hickson als Miss Marple |
| 1988 | Murder at the Vicarage (1.)                                                        | Joan Hickson als Miss Marple |
| 1988 | 4.50 from Paddington (1.)                                                          | Joan Hickson als Miss Marple |
| 1989 | A Caribbean Mystery (2.)                                                           | Joan Hickson als Miss Marple |
| 1989 | The Man in the Brown Suit (Deutscher Titel: Mord auf hoher See)                    | Rue McClanahan als Susan Blair, Tony Randall als Rev. Chichester, Edward Woodward als Sir Eustace Pedlar, Stephanie Zimbalist als Anne Beddingfield, Ken Howard als Gordon Race |
| 1990 | The Mysterious Affair at Styles (seit 1989 aus der Serie Agatha Christie’s Poirot) | David Suchet als Hercule Poirot |
| 1990 | Peril at End House (Agatha Christie’s Poirot)                                      | David Suchet als Hercule Poirot |
| 1992 | They Do it with Mirrors                                                            | Joan Hickson als Miss Marple |
| 1992 | One, Two, Buckle My Shoe (Agatha Christie’s Poirot)                                | David Suchet als Hercule Poirot |
| 1992 | The A.B.C. Murders (Agatha Christie’s Poirot)                                      | David Suchet als Hercule Poirot |
| 1992 | The Mirror Crack’d from Side to Side                                               | Joan Hickson als Miss Marple |
| 1992 | Death in the Clouds (Agatha Christie’s Poirot)                                     | David Suchet als Hercule Poirot |
| 1994 | Hercule Poirot’s Christmas (Agatha Christie’s Poirot)                              | David Suchet als Hercule Poirot |
| 1994 | Hickory Dickory Dock (Agatha Christie’s Poirot)                                    | David Suchet als Hercule Poirot |
| 1996 | Murder on the Links (Agatha Christie’s Poirot)                                     | David Suchet als Hercule Poirot |
| 1996 | Dumb Witness (Agatha Christie’s Poirot)                                            | David Suchet als Hercule Poirot |
| 1996 | The Pale Horse                                                                     | Colin Buchanan als Mark Easterbrook, Jayne Ashbourne als Kate Mercer, Hermione Norris als Hermia Redcliffe, Leslie Phillips als Lincoln Bradley, Michael Byrne als Venables, Catherine Holman als Poppy Tuckerton, Louise Jameson als Florence Tuckerton, Martin Kennedy als Tate, Ruth Madoc als Sybil, Jean Marsh als Thyrza Grey, Steve Weston als Ned Thackeray |
| 2000 | Lord Edgware Dies (Agatha Christie’s Poirot)                                       | David Suchet als Hercule Poirot |
| 2000 | The Murder of Roger Ackroyd (Agatha Christie’s Poirot)                             | David Suchet als Hercule Poirot |
| 2001 | Evil under the Sun (2.) (Agatha Christie’s Poirot)                                 | David Suchet als Hercule Poirot |
| 2001 | Murder in Mesopotamia (Agatha Christie’s Poirot)                                   | David Suchet als Hercule Poirot |
| 2001 | Mord im Orient-Express (2001)                                                      | Alfred Molina als Hercule Poirot |
| 2003 | Agatha Christie: Blausäure                                                         | Oliver Ford Davies als Colonel Reece |
| 2003 | Five Little Pigs (Agatha Christie’s Poirot)                                        | David Suchet als Hercule Poirot |
| 2003 | Sad Cypress (Agatha Christie’s Poirot)                                             | David Suchet als Hercule Poirot |
| 2004 | Death on the Nile (2.) (Agatha Christie’s Poirot)                                  | David Suchet als Hercule Poirot |
| 2004 | The Hollow (Agatha Christie’s Poirot)                                              | David Suchet als Hercule Poirot |
| 2004 | Murder at the Vicarage (2.)                                                        | Geraldine McEwan als Miss Marple |
| 2004 | A Murder Is Announced (3.)                                                         | Geraldine McEwan als Miss Marple |
| 2004 | 4.50 from Paddington (2.)                                                          | Geraldine McEwan als Miss Marple |
| 2004 | The Body in the Library (2.)                                                       | Geraldine McEwan als Miss Marple |
| 2006 | The Mystery of the Blue Train (Agatha Christie’s Poirot)                           | David Suchet als Hercule Poirot |
| 2006 | Cards on the Table (Agatha Christie’s Poirot)                                      | David Suchet als Hercule Poirot |
| 2006 | After the Funeral (Agatha Christie’s Poirot)                                       | David Suchet als Hercule Poirot |
| 2006 | Taken at the Flood (Agatha Christie’s Poirot)                                      | David Suchet als Hercule Poirot |
| 2006 | Sleeping Murder (2.)                                                               | Geraldine McEwan als Miss Marple |
| 2006 | The Moving Finger (2.)                                                             | Geraldine McEwan als Miss Marple |
| 2006 | By the Pricking of My Thumbs                                                       | Geraldine McEwan als Miss Marple |
| 2006 | The Sittaford Mystery                                                              | Geraldine McEwan als Miss Marple |
| 2006 | Petits Meurtres En Famille; 4 Episoden                                             | Agatha Christie: Einladung zum Mord |
| 2007 | At Bertram’s Hotel (2.)                                                            | Geraldine McEwan als Miss Marple |
| 2007 | Ordeal by Innocence                                                                | Geraldine McEwan als Miss Marple |
| 2008 | Towards Zero                                                                       | Geraldine McEwan als Miss Marple |
| 2008 | Nemesis (2.)                                                                       | Geraldine McEwan als Miss Marple |
| 2008 | A Pocket Full of Rye (2.)                                                          | Julia McKenzie als Miss Marple |
| 2008 | Mrs. McGinty ist tot (Agatha Christie’s Poirot)                                    | David Suchet als Hercule Poirot |
| 2008 | Cat Among the Pigeons (Agatha Christie’s Poirot)                                   | David Suchet als Hercule Poirot |
| 2008 | Third Girl (Agatha Christie’s Poirot)                                              | David Suchet als Hercule Poirot |
| 2008 | Appointment with Death (Agatha Christie’s Poirot)                                  | David Suchet als Hercule Poirot |
| 2008 | Murder Is Easy                                                                     | Julia McKenzie als Miss Marple |
| 2008 | Why Didn't They Ask Evans?                                                         | Julia McKenzie als Miss Marple |
| 2008 | They Do It with Mirrors (2)                                                        | Julia McKenzie als Miss Marple |
| 2009 | The Mirror Crack’d from Side to Side (3)                                           | Julia McKenzie als Miss Marple |
| 2009 | The Clocks (Agatha Christie’s Poirot)                                              | David Suchet als Hercule Poirot |
| 2009 | Les Petits Meurtres d’Agatha Christie; 2 Staffeln; 31 Episoden; bis 2017           | Agatha Christie: Mörderische Spiele |
| 2010 | Three Act Tragedy (Agatha Christie’s Poirot)                                       | David Suchet als Hercule Poirot |
| 2010 | Hallowe’en Party (Agatha Christie’s Poirot)                                        | David Suchet als Hercule Poirot |
| 2010 | Murder on the Orient Express (3) (Agatha Christie’s Poirot)                        | David Suchet als Hercule Poirot |
| 2009 | The Secret of Chimneys                                                             | Julia McKenzie als Miss Marple |
| 2010 | The Blue Geranium                                                                  | Julia McKenzie als Miss Marple |
| 2013 | The Big Four                                                                       | David Suchet als Hercule Poirot |
| 2013 | The Labours of Hercules                                                            | David Suchet als Hercule Poirot |
| 2013 | Dead Man’s Folly                                                                   | David Suchet als Hercule Poirot |
| 2012 | Elephants Can Remember                                                             | David Suchet als Hercule Poirot |
| 2012 | Curtain                                                                            | David Suchet als Hercule Poirot |
| 2012 | A Caribbean Mystery                                                                | Julia McKenzie als Miss Marple |
| 2013 | Endless Night                                                                      | Julia McKenzie als Miss Marple |
| 2012 | Greenshaw’s Folly                                                                  | Julia McKenzie als Miss Marple |
| 2015 | Und dann gabs keines mehr                                                          | Charles Dance als Sir Lawrence Wargrave, Toby Stephens als Dr. Edward Armstrong, Aidan Turner als Philip Lombard, Maeve Dermody als Vera Claythorne |
| 2021 | Agatha Christies Hjerson                                                           | Vier Folgen der ersten Staffel |

### Serien
- Agatha Christie: Kleine Morde/Mörderische Spiele ist eine französische Fernsehserie in 3 Staffeln (2009–2017), die auf den Kriminalromanen und -erzählungen von Agatha Christie basiert.
- Agatha Christie: Ein Schritt ins Leere, britische Miniserie aus dem Jahr 2022.

## Zeichentrickfilme
| Jahr | Titel                                                 |
| ---- | ----------------------------------------------------- |
| 2004 | The Jewel Robbery at the Grand Metropolitan           |
| 2004 | The Riddle of the Cheap Apartment                     |
| 2004 | Strange Will                                          |
| 2004 | The Faultless Maid                                    |
| 2004 | The ABC Murders, (Parts 1-4)                          |
| 2004 | The Prime Minister's Disappearance, Parts 1 and 2     |
| 2004 | The Riddle of the Egyptian Tomb, Parts 1 and 2        |
| 2004 | Tape-Measure Murder                                   |
| 2004 | The Blue Geranium                                     |
| 2004 | The Mystery of End House, Parts 1-3                   |
| 2004 | The Adventure of the Christmas Pudding, Parts 1 and 2 |
| 2004 | 4.50 From Paddington, Parts 1-4                       |
| 2004 | Plymouth Express, Parts 1 and 2                       |
| 2004 | Motive versus Opportunity                             |
| 2004 | The Disappearing Cook, Parts 1 and 2                  |
| 2004 | Sleeping Murder, Parts 1-4                            |
| 2004 | Twenty-Four Black Thrushes                            |
| 2004 | The Case of Davenheim's Disappearance                 |
| 2004 | Death in the Clouds, Parts 1-4                        |

## Filmdokumentationen über Agatha Christie
- Die Lady mit dem Gift. Das Leben der Agatha Christie. Deutsche Fernsehdokumentation von Peter Reichelt, ZDF 1987, 45 Minuten
- Mord als Märchen? Der Erfolg der Agatha Christie. Britische Fernsehdokumentation von und mit Janet Morgan, 1986, 45 Minuten
- Agatha Christie – Mein Leben in Bildern. Dokumentarfilm, Großbritannien 2004, Regie: Richard Curson-Smith, 90 Minuten
- Der Agatha-Christie-Code. Dokumentation 2006, 40 Minuten, Regie: Ben Warwick

## Computerspiele nach Romanen von Agatha Christie
Eine eher entfernt an der Geschichte von Und dann gabs keines mehr angelehnte Umsetzung als Computerspiel ist Mystery House aus dem Jahr 1980 von Roberta Williams, die vor allem durch ihre späteren Adventure Games bekannt wurde. Es entstand in Zusammenarbeit mit ihrem Ehemann Ken Williams.
Nachdem 2004 Mathew Prichard, Enkel der Schriftstellerin, die Rechte abgegeben hatte, kündigten AWE Games und The Adventure Company Anfang 2005 an, fünf Computerspiele auf Basis von Agatha-Christie-Romanen zu entwickeln. Bislang sind die PC-Umsetzungen „Und dann gabs keines mehr“, „Mord im Orientexpress“, „Das Böse unter der Sonne“ und „The ABC Murders“ (nur englische Synchronisation) erschienen. Bei den Spielen handelt es sich um klassische Point-and-Click-Adventures.